# 211977 Springob
211977 Springob este o planetă minoră (asteroid) din centura de asteroizi. A fost descoperită pe 13 ianuarie 2005 la Observatorul Național Kitt Peak de Spacewatch. 
Obiectul prezintă o orbită caracterizată de o semiaxă mare de 2,342079055898 UAi, o excentricitate de 0,11380923202548, o înclinație de 3,2346750904449 ° în raport cu ecliptica.